# 沈殿霞
沈殿霞（1945年7月21日—2008年2月19日），暱稱肥肥、肥姐、開心果，香港女演員、電視主持和女歌手。加拿大公民，原籍浙江寧波，沈殿霞在1958年時跟隨父母移居香港，及在1960年時被招聘為電影《一樹桃花千朵紅》的童星，而開始其演藝生涯，曾參與多部電影的演出，拍攝過的電影逾百齣，其後加入香港無綫電視，開始長壽綜藝節目《歡樂今宵》的主持工作，1970年代曾連同汪明荃、王愛明及張德蘭組成「四朵金花」，也是兒歌金曲頒獎典禮的台柱司儀。
沈殿霞的招牌響亮尖銳的笑聲、貓頭鷹式髮型（她自譽為「銷魂勾」並稱之為她的「Trademark」）及稍向上的黑框眼鏡框深入民心，歡樂形象從1960年代一直延續到2000年代中，不少傳媒、政要及市民稱為香港人的「開心果」。她前夫為香港的男演員及男歌手鄭少秋，二人有一女兒鄭欣宜，離婚後女兒成她的精神支柱。
沈殿霞長期患有糖尿病和高血壓。2006年因為健康狀況問題而暫時停止其演藝工作。她在2006年9月進行了通膽管手術，其後證實罹患肝腫瘤。2008年2月19日早上8時38分，沈殿霞於瑪麗醫院病逝，享壽62歲。
沈殿霞逝世後，各界對她有很崇高的評價。時任香港行政長官曾蔭權對沈殿霞的逝世感到難過，指出她雖然被病魔纏擾，但她的堅毅意志代表了香港人尊敬的精神。沈殿霞是香港人的開心果，她的笑聲陪伴香港人成長，帶給香港人許多歡樂。
香港體育館因沈殿霞的逝世，打破先例首次用作追思用途，而至今未有第二次。《肥姐 我們永遠懷念您追思會》成為香港一次全港電視台同步直播的節目。

## 早年生活
沈殿霞出生於上海，籍貫浙江宁波，於家中9名姊弟中排行第6，乳名毛毛。家中經營菸草買賣，父親為沈賢祺（1913~1978），母親為沈邱淡素（1913~2008）。她早年分別居住在上海市大華路和愚園路岐山村15號的姑母家中，曾就讀上海市第三女子中學。
1958年，沈殿霞跟父母來到香港定居。1960年，她決心做藝人，卻遭到父親反對。幸好有大慈善家何伯為她調停。最後她被香港邵氏電影公司招聘為電影《一樹桃花千朵紅》的童星， 而開始其演藝生涯，以諧趣角色,參與了近180部國語及粵語電影的演出。六十年代中,亦曾在麗的映聲演出處境喜劇。
1972年紅磡海底隧道通車，沈殿霞獲邀出席開幕儀式，當天她被安排坐在一輛老爺車上駛過隧道。

## 演藝歷程
1967年，香港無綫電視開台，沈殿霞得到蔡和平介紹而加入， 開始擔任全世界最「長壽」的綜藝節目《歡樂今宵》的主持工作。1970年，在鄧光榮的推薦下，在酒吧結識了羅文，並向蔡和平介紹，希望他能夠在《歡樂今宵》表演。後來與他在1971年組成「情侶合唱團」，並在馬來西亞、泰國、美國等地登台（二人與徐小鳳到越南登台時曾遇上暴動槍戰。），至1972年末拆夥。1973年，沈殿霞加入了張沖、謝賢、陳自強、陳浩、秦祥林、鄧光榮所組成的「銀色鼠隊」，男生們分別互稱為一哥至六哥，沈殿霞則是七妹，彼此感情甚篤。同期，她連同汪明荃、王愛明及張德蘭組成「四朵金花」，在《歡樂今宵》中演出，代表作有《四朵金花》、《世界真細小》等。
沈殿霞的上海籍貫，成為她在電視上的一個特別賣點。過去在參與《歡樂今宵》的演出時，曾主演當中一個名為《上海婆》的環節。這個節目的受歡迎程度，可以從1979年在《歡樂今宵》節目內舉辦的《上海婆扮演大賽》中，觀眾的踴躍參與而得知。而她的這個「上海婆」角色，在後來的電影《富貴逼人系列》（1987至1992年）中亦再度出現。
1990年，沈殿霞被亞洲電視挖角,離開工作了廿多年的無綫電視，同年10月亮相亞視,和黃霑一起,擔任亞洲小姐競選的司儀,之後既任亞視大型節目的司儀,也參演《肥趣電視台》、《豪門》及《鐵咀雞與扭紋柴》等劇集，同時在經紀人陳淑芬的安排下，她以玩票形式跟寶麗金合作，與女兒鄭欣宜推出合輯《給親愛的》，繼1970年國語專輯《愛情本來是遊戲》後，事隔20年再度灌錄專輯。1994年，沈加盟華僑娛樂電視廣播公司。1996年，她重返無綫電視，主持《孝感動天》。
2000年7月21日，沈殿霞於紅磡體育館舉辦「肥肥闔府統請賓FUN SHOW演唱會」，以慶祝入行40週年，這是沈殿霞生前唯一一次的個人演唱會，並且邀請了40多年來的不少圈中好友以及其女兒鄭欣宜擔任嘉賓。
2002年，她憑《肥肥一家親》在新加坡奪得「最佳喜劇女演員」。另外，她曾經擔任國際兒童大使及護苗大使。同年更憑《我要Fit一Fit》奪得本年度我最喜愛角色獎，更被提名我最喜愛女主角，演技再更受到認同，亦成為她生前最後一套電視劇。
2007年11月17日星期六，無綫電視為了答謝沈殿霞對華人娛樂圈的貢獻以及為她身體鼓勵加油，在當晚的萬千星輝頒獎典禮上向她頒授「萬千光輝演藝大獎」的榮譽大獎（相當於終身成就獎）以作鼓勵。這次亦是沈殿霞在患病一年多以來，首次在螢幕上的正式場合亮相。2008年1月21日，其母親沈邱淡素以95歲為高齡安詳逝世。

## 感情生活
1974年，沈殿霞的好友森森（黎小斌）和當時的影視歌三棲紅小生鄭少秋在談戀愛，沈殿霞在不知情下幫助森森送給鄭少秋一封分手信。鄭少秋非常傷心，沈殿霞對他由憐憫生愛，開始與他正式發展戀情，兩人同居11年。1983年時沈殿霞還放棄自己的工作，在鄭少秋到台灣宣傳「楚留香」，宛如經紀人一般的幫鄭少秋打理通告事務。在專心陪伴鄭少秋工作的那一年間，沈殿霞僅離台一次，係因好友李香琴邀約，從台灣飛至舊金山，為李香琴新開幕的酒樓剪綵，離開台灣3天，再回到台灣後就傳出鄭少秋與現任太太官晶華相戀流言。兩人為此有所爭執，鄭少秋否認傳言，兩人結婚。
1985年1月5日，鄭少秋和沈殿霞兩人在加拿大結婚。由於決定婚事倉促，來不及趕製婚紗，沈殿霞曾表示這是她一生的遺憾。懷孕後的沈殿霞在歡樂今宵的第5000次錄影結束後，到加拿大待產。
同年1985年，鄭少秋也因為她的懷孕推掉後來由張國榮出演的電影胭脂扣。1987年5月30日，沈剖腹誕下了女兒鄭欣宜。1986年，鄭少秋再次與婚前緋聞女友官晶華來往。1988年，在女兒鄭欣宜年僅8個月大時，沈殿霞提出離婚，並要求女兒的撫養權及全部財產作為撫養費。鄭少秋一年後於台灣再與官晶華結婚，育有二女鄭詠恩、鄭詠曦。

## 晚年生涯

### 病情發展
沈殿霞長期患有糖尿病和高血壓。2006年後，沈殿霞因為健康狀況暫時停止電視工作，並且離開無綫電視。
2006年9月她因做了通膽管手術後出現併發症而再度入院，並且入住瑪麗醫院深切治療部，當時有傳她罹患末期膽管癌，其心臟和肺部衰竭，並且已被切除部分肝臟，情況危殆。之後在10月，香港《東週刊》一名編輯的24歲印尼籍女傭涉嫌潛入醫院深切治療部偷拍沈殿霞病容被捕。 其後被判入獄4個星期。而沈殿霞因為這次事件，於病情極不穩定的情況下，以保安為理由，毅然轉到該醫院的私家病房靜養。但是在10月底，又傳她再次被轉到深切治療部。至11月初，她出院並稱已經康復，粉碎了一些傳言，之後一直在家中休養。
2007年7月，沈殿霞被證實患上末期肝癌；而其女鄭欣宜亦被傳於家中日夜守候。7月30日，沈正式被證實再度入院。陳淑芬（陳太）在8月16日透露：肥姐可以行動、進食、玩樂、還和其他友人打麻將，只是要定時到醫院檢查，並且出入並非需要其他人攙扶，只是為免被大批追訪的傳媒撞到，希望外間不要再指肥姐面黃暴瘦和胡亂猜測病情，因肥姐會好奇看這類報導，不想讓她動氣。
8月17日的學友光年世界巡迴演唱會香港站中，沈殿霞在醫生的陪同下在看臺上看滿全程演出，被多家傳媒認為是反擊傳聞的表現，亦證明自己的身體仍處於健康狀態。
10月11日早上10時許，沈在九龍塘住所突然暈倒及昏迷，隨即由女兒鄭欣宜陪同，送往伊利沙伯醫院急症室救治，當時她要戴氧氣罩，眼睛反白。但在送入院的時候，很多記者守候在院外，情況一度混亂，更有記者衝入醫院拍攝，阻礙救援工作。在急救兩小時後轉往瑪麗醫院。經留院一天搶救後，沈已能恢復進食及談話，傍晚更從深切治療部由秘密通道轉往私家病房。同時香港記者協會接獲8名市民投訴，指新聞工作者當日採訪時出現混亂，有阻礙救援工作之嫌。記協表示理解大眾關心沈的病況，但搶救工作悠關生命，希望同業尊重病人權益。同時亦呼籲採訪時遵守香港記者協會專業守則第六條，即「新聞工作者即使基於公眾利益的考慮，亦不應侵擾他人的悲哀和不幸」。同年10月13日，據瞭解是因為沈殿霞饞嘴肇禍，致再次入院。當被送進深切治療部時，她體內的阿摩尼亞急升至近500度，較正常高出多倍，導致急性昏迷，經救治後甦醒，毋須機器協助呼吸。但肺部仍有積水。而沈殿霞前夫鄭少秋亦來探望。
11月25日，參加澳門義母林鳳娥之壽宴。會後到巴比倫娛樂場參觀。及後在置地廣場酒店的總統套房內昏迷，送往醫院急救。
2008年2月19日早上8時38分，於香港瑪麗醫院病逝，終年62歲。

### 身後事宜
2008年2月24日，沈殿霞遺體由女兒鄭欣宜等親友陪同乘國泰航空客機從香港往加拿大溫哥華，並於2月27日安葬在本那比市的科士蘭（Forest Lawn）墓園，同時也有分別安葬在香港新界沙田寶福山寶禪堂。
2008年2月25日，卑詩省議會默哀悼念沈殿霞，更為她簽發了「社區文化大使」褒揚狀。2月26日，溫哥華市議會為了褒揚沈殿霞多年來積極參與各種慈善活動並且社會各界的愛戴，宣佈2008年6月1日為「肥肥日」。中僑互助會亦定於在29日中午在該會大樓舉行公開追思會。
香港方面，沈殿霞家人在無綫電視的義務協助下，於2008年3月2日在香港紅磡體育館舉行《肥姐我們永遠懷念您》追思會，會場容納6,000個座位，儀式完結後市民輪流進場悼念。此次無綫不求任何贊助，自斥逾百萬港元製作追思會，並作全球直播，期間不會有廣告時間，更免費提供直播訊號予其他海外，乃至本地電視台，此等安排皆十分罕見。
不過在追思會當日卻出現了轟動全華語娛樂圈的一幕，就是當輪到沈殿霞契哥哥兼有大哥稱號的鄧光榮在發表演說時對沈殿霞前夫鄭少秋惡言相向，道出鄭少秋與沈殿霞離婚之後一直冷待前妻及女兒，並要求對方上台交代，結果需要其女兒鄭欣宜為其打圓場。

### 逝世後影響

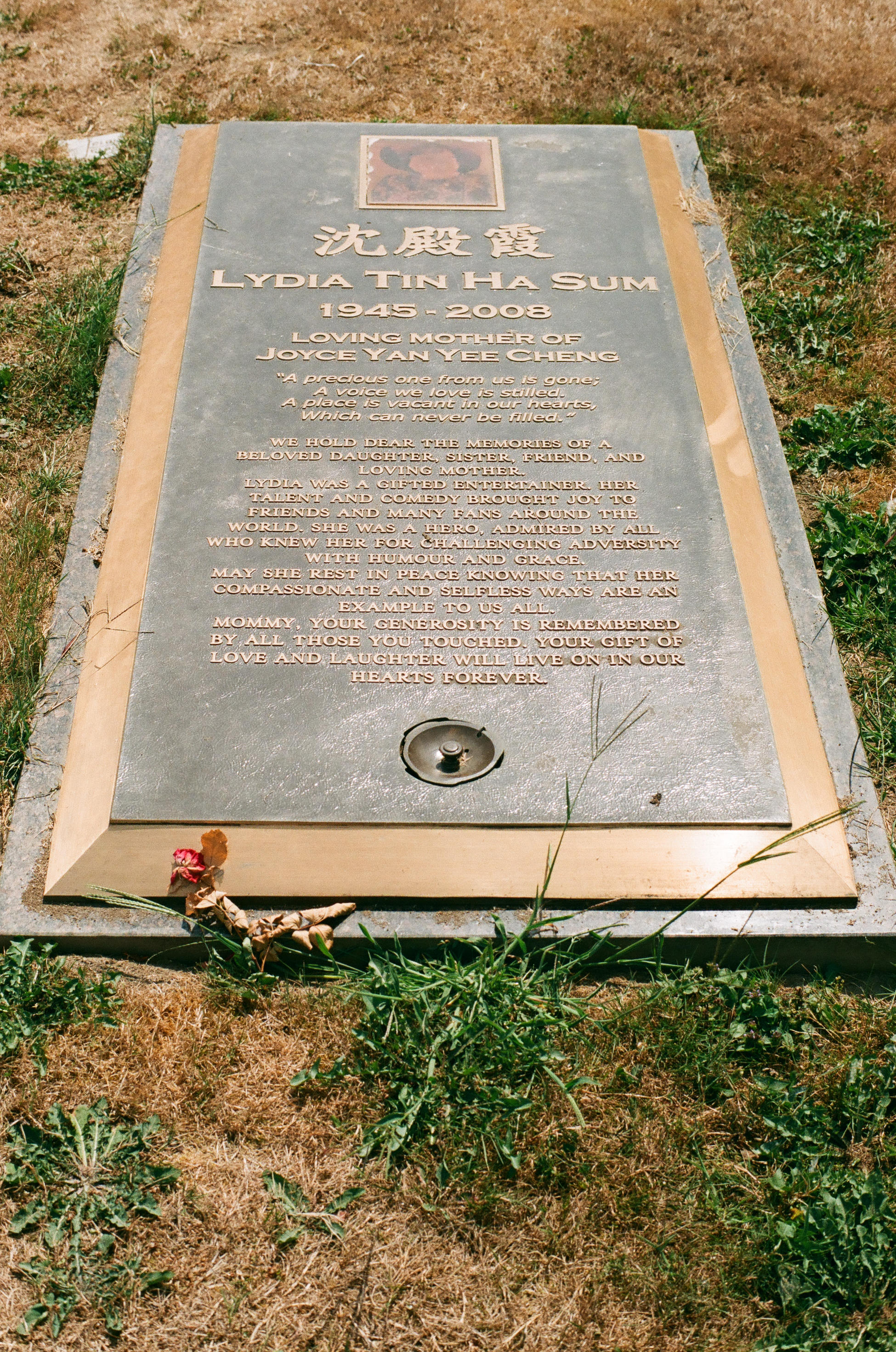
位於加拿大不列顛哥倫比亞省伯納比森林草坪紀念公園的沈殿霞之墓

不少知名人士對於沈殿霞的死訊表示感到突然、可惜、難過。
香港行政長官曾蔭權對沈殿霞的逝世感到難過，指出她雖然被病魔纏擾，但她的堅毅意志代表了香港人尊敬的精神。沈殿霞是香港人的開心果，她的笑聲陪伴香港人成長，帶給香港人許多歡樂。
曾任無綫電視製作部經理及亞洲電視總經理的自由黨主席周梁淑怡表示，沈殿霞一直保持著十分尊業及高水平，是一位敬業樂業的藝人，十分敬佩她，覺得她對演藝事業的貢獻很大，對後輩存有啟發性，並指出娛樂圈中損失這樣重要及偉大的藝人，令她覺得十分可惜。
曾志偉說，沈殿霞代表了香港演藝圈的一個時代，是最具代表性的香港藝人，是永遠的開心果。她令綜藝節目進入每個香港人的家庭，超越了藝人的身分，現在已沒有藝人能做到這點，她的去世是香港人的損失。她對朋友最講義氣，一言九鼎，說話也最具代表性，所以籌款節目不論善款數字，或壓軸第一句總由她講。她的招牌笑聲，更帶給所有人歡樂。縱使病重，她仍然逛街、吃東西，讓我們看到她求生的意志力，是生命的榜樣。而她的去世，也意味著香港演藝界一個時代的結束。 曾志偉回憶說，“她的笑聲是真誠的。她是開心果，每一次在現場，好笑的事情，她都會笑出來。”曾和沈殿霞多次合作，對這位老搭檔，曾志偉認為“她是我最好的搭檔，永遠在我身邊，是我的大姐。”
加拿大溫哥華市政府於2008年2月26日為沈殿霞訂立紀念日，稱為「肥肥日」（英語：Ms. Fei Fei Day），日期為2008年6月1日，官方聲稱這是其農曆生忌，但事實上並非在這一天，應該是7月15日。該市市長蘇利文並親自到市議會，宣讀對沈殿霞的褒揚狀，並把褒揚狀授與其女兒鄭欣宜。在市議會討論設立「肥肥日」時，曾就這一日的英文名稱有過討論：原先打算採用「Lydia Shum Day」，但考慮到「肥肥」這個名字比「Lydia Shum」更為人熟悉，所以改名為「Fat Fat Day」，但又有人反對，認為叫「Fat Fat Day」太難聽，最終議決名稱為「Fei Fei Day」。過去多年來，她多次擔任溫哥華地區最大的華人移民服務團體中僑互助會的年度籌款晚會的主持人。
2013年6月1日是沈殿霞的生忌，亦是溫哥華市議會為表揚其樂善好施精神而定為「肥肥日」，一眾好友也在此一天在香港紅磡體育館（紅館）舉辦「開心果永遠欣想妳演唱會」，希望能帶給「欣」「想」肥姐的朋友無窮歡樂，亦希望能將肥姐做人的正面、樂觀及積極精神一直延續下去。演唱會由6家製作公司一起合作，門票收益扣除開支後全數捐給慈善團體，由無綫電視延遲45分鐘作直播。演唱會嘉賓除了曾志偉、鄭裕玲、汪明荃及契仔張學友鼎力支持外，肥姐生前的一眾好友，如陳百祥、任賢齊、周華健、草蜢、薛家燕、胡楓、王祖藍、張德蘭及姜大偉夫妻等，以及女兒鄭欣宜演出。嘉賓們並拿着澆花器，為開心果透明盆栽儀式台澆水，盆栽內的太陽花澆水後向上升高，象徵繼續發揚肥姐開心果的精神。
其契子張學友於2010年演唱一首帶有爵士樂風格的歌曲：《月巴女且》，是由高世章作曲，陳少琪填詞，《月巴女且》即“肥姐”的拆體文字。

## 演出作品

### 電影
| 首播   | 片名                   | 角色            |
| 1960年 | 《一樹桃花千朵紅》     |                 |
| 1962年 | 《紅樓夢》             |                 |
| 1964年 | 《喬太守亂點鴛鴦譜》   | 桂香            |
| 1964年 | 《梁山伯與祝英臺》     | 反串飾演四九    |
| 1965年 | 《寶蓮燈》             |                 |
| 1967年 | 《玉樓三鳳》           |                 |
| 1967年 | 《莫負青春》           |                 |
| 1967年 | 《快樂年華》           |                 |
| 1967年 | 《玉面女煞星》         |                 |
| 1968年 | 《橫衝直撞入陽關》     |                 |
| 1968年 | 《青春戀歌》           |                 |
| 1968年 | 《梅蘭菊竹》           | 方玉梅          |
| 1968年 | 《青春戀歌》           |                 |
| 1968年 | 《花樣的年華》         |                 |
| 1968年 | 《玉女心》             |                 |
| 1969年 | 《滿天神佛》           |                 |
| 1969年 | 《飛男飛女》           |                 |
| 1969年 | 《飛女正傳》           |                 |
| 1969年 | 《入夥大吉》           |                 |
| 1969年 | 《聰明太太笨丈夫》     |                 |
| 1969年 | 《冷暖青春》           |                 |
| 1969年 | 《差利捉貓記》         |                 |
| 1969年 | 《花月爭輝》           |                 |
| 1969年 | 《飛男飛女》           |                 |
| 1969年 | 《王老五的日記》       |                 |
| 1969年 | 《聰明太太笨丈夫》     |                 |
| 1969年 | 《小武士》             |                 |
| 1969年 | 《飛女正傳》           |                 |
| 1970年 | 《一代棍王》           |                 |
| 1970年 | 《歡樂人生》           |                 |
| 1970年 | 《小姐不在家》         |                 |
| 1970年 | 《瘋狂酒吧》           |                 |
| 1970年 | 《瓊花仙子》           |                 |
| 1970年 | 《學府新潮》           |                 |
| 1970年 | 《滿肚密圈》           |                 |
| 1970年 | 《神探一號》           |                 |
| 1970年 | 《歡樂時光》           |                 |
| 1970年 | 《橫衝直撞七色狼》     |                 |
| 1971年 | 《天龍八將》           |                 |
| 1971年 | 《迷你老爺車》         |                 |
| 1972年 | 《窄梯》               |                 |
| 1972年 | 《五虎摧花》           |                 |
| 1972年 | 《鬼馬女歌手》         |                 |
| 1972年 | 《壁虎》               |                 |
| 1973年 | 《蕩寇三狼》           |                 |
| 1973年 | 《莫名其妙發橫財》     |                 |
| 1973年 | 《福祿壽游南洋》       |                 |
| 1973年 | 《春滿丹麥》           |                 |
| 1973年 | 《黃砂塵》             |                 |
| 1973年 | 《騙術奇中奇》         |                 |
| 1973年 | 《七十二家房客》       |                 |
| 1973年 | 《北地胭脂》           |                 |
| 1973年 | 《心有點點愁》         |                 |
| 1973年 | 《搖錢樹》             |                 |
| 1973年 | 《大密探》             |                 |
| 1973年 | 《愛慾奇譚》           |                 |
| 1973年 | 《明日天涯》           |                 |
| 1974年 | 《乜都得先生》         |                 |
| 1974年 | 《啼笑夫妻》           |                 |
| 1974年 | 《花花公子》           |                 |
| 1974年 | 《狼吻》               |                 |
| 1974年 | 《鄉巴佬八面威風》     |                 |
| 1974年 | 《別了親人》           |                 |
| 1974年 | 《太平山下》           |                 |
| 1974年 | 《應召男郎》           |                 |
| 1974年 | 《烏龍教一》           |                 |
| 1974年 | 《鄉巴佬》             |                 |
| 1974年 | 《街知巷聞》           |                 |
| 1974年 | 《欲潮》               |                 |
| 1974年 | 《天天報喜》           |                 |
| 1974年 | 《出乎意料》           |                 |
| 1974年 | 《香港屋簷下》         |                 |
| 1975年 | 《花飛滿城春》         |                 |
| 1975年 | 《撈女日記》           |                 |
| 1975年 | 《三笑姻緣》           |                 |
| 1975年 | 《千奇百怪俏女傭》     |                 |
| 1975年 | 《綠帽唔怕戴》         |                 |
| 1975年 | 《酒吧女郎》           |                 |
| 1975年 | 《十三不搭》           |                 |
| 1975年 | 《男人四十一條龍》     |                 |
| 1975年 | 《醒目雙星香港淘金記》 |                 |
| 1976年 | 《你係得嘅》           |                 |
| 1976年 | 《哈哈笑》             |                 |
| 1976年 | 《鄉巴佬與掃街添》     |                 |
| 1976年 | 《北少林》             |                 |
| 1976年 | 《愛在夏威夷》         |                 |
| 1977年 | 《出術》               |                 |
| 1977年 | 《乾隆香妃風流帳》     |                 |
| 1977年 | 《大男人》             |                 |
| 1982年 | 《御貓三戲錦毛鼠》     |                 |
| 1984年 | 《笑太極》             |                 |
| 1986年 | 《富貴列車》           |                 |
| 1987年 | 《富貴逼人》           | 驃 嫂           |
| 1987年 | 《美男子》             | Patsy(劉太)     |
| 1988年 | 《最佳女婿》           | 上海婆          |
| 1988年 | 《富貴再逼人》         | 驃 嫂（吳奀妹） |
| 1988年 | 《雙肥臨門》           | 陸小鳳 楚小香   |
| 1988年 | 《南北媽打》           | 周新玉          |
| 1988年 | 《褲甲天下》           |                 |
| 1989年 | 《再見王老五》         | 張小玉之母      |
| 1989年 | 《富貴再三逼人》       | 驃 嫂（吳奀妹） |
| 1990年 | 《富貴吉祥》           |                 |
| 1991年 | 《豪門夜宴》           | 驃嬸            |
| 1992年 | 《富貴開心鬼》         | 凌李小燕        |
| 1992年 | 《富貴黃金屋》         | 驃 嫂           |
| 1993年 | 《水滸笑傳》           | 肥仙姑          |
| 1993年 | 《皆大歡喜》           | 麗姨            |
| 1993年 | 《新難兄難弟》         |                 |
| 1995年 | 《橫紋刀劈扭紋柴》     |                 |
| 1996年 | 《減肥旅行團》         |                 |
| 1997年 | 《囍氣逼人》           | 林小花          |
| 2003年 | 《Miss杜十娘》         | 妓院老闆娘      |
| 2004年 | 《我的大嚿父母》       | 康嬸            |

### 電視劇

#### 電視劇（無綫電視）
| 首播日期                 | 劇名                           | 角色   |
| 1967年11月19日           | 《太平山下》                   |        |
| 1969年8月10日            | 《本姑娘》                     |        |
| 1979年3月7日             | 《女人三十》第10集單元：通天曉 | 招領弟 |
| 1980年9月29日－10月17日  | 《執到寶》                     | 賊妻   |
| 1981年1月12日－2月6日    | 《流氓皇帝》                   | 寶妃   |
| 1983年                   | 《香港八三》                   |        |
| 1987年3月9日             | 《季節》                       | 何太   |
| 1997年11月10日－12月19日 | 《美味天王》                   | 湯圓圓 |
| 2002年9月16日－10月11日  | 《我要Fit一Fit》               | 莊秀麗 |
| 2012年10月8日－11月5日   | 《肥婆奶奶扭計媳》             | 龐小玉 |

#### 電視劇（亞洲電視）
| 首播日期                      | 劇名                 | 角色             |
| 1990年12月17日－1991年3月29日 | 《富貴冤家》         |                  |
| 1991年10月14日－11月22日      | 《豪門》             | 金寶娜           |
| 1992年2月17日－2月20日        | 《摩登七十二家房客》 |                  |
| 1993年1月25日－1月29日        | 《鐵咀雞與扭紋柴》   | 羅勵愛（鐵咀雞） |

#### 電視劇（中國大陸）
| 首播日期 | 劇名           | 角色   |
| 2004年   | 《百姓秀才官》 |        |
| 2005年   | 《肥姐掛帥》   | 花滿嬌 |

#### 電視劇新加坡新傳媒電視（英語）
| 首播日期                    | 劇名           | 角色                                         |
| 2001年11月8日－2005年2月8日 | 《肥肥一家親》 | Lydia. （新传媒5频道 - "Living with Lydia"） |

### 舞臺劇
| 年代   | 名稱         |
| 2002年 | 《麗花皇宮》 |

## 主持作品

### 電視

#### 節目主持（無綫電視）
| 年代                                           | 節目                                                |
| 1967年－1983年、1985年－1990年、1997年－2002年 | 歡樂今宵                                            |
| 1977年                                         | 聲寶片場                                            |
| 1977、1979年                                   | 香港小姐競選                                        |
| 1981年－1987年                                 | 龍鳳呈祥賀台慶                                      |
| 1986年                                         | 棋逢敵手                                            |
| 1986年                                         | 星光錦繡耀舞台                                      |
| 1986年                                         | 金鑽群星雙輝映                                      |
| 1988年、1995年－2005年                         | 萬千星輝賀台慶                                      |
| 1988、1998年                                   | 國際華裔小姐競選                                    |
| 1988年                                         | 星光背影                                            |
| 1989年                                         | 港穗雙輝慶團年 羊城賀歲萬家歡十週年慶典             |
| 1989、1996年－2005年                           | 歡樂滿東華                                          |
| 1990年、1998年                                 | 為食開心果                                          |
| 1996年                                         | 孝感動天                                            |
| 1997年                                         | 公益開心果                                          |
| 1997年－2006年                                 | 兒歌金曲頒獎典禮                                    |
| 1998年                                         | 公益金開心大賞頭                                    |
| 1999年                                         | 公益金屋開心SHOW                                    |
| 1999年                                         | 開心一夕話                                          |
| 1999年                                         | 任劍輝女士逝世十週年紀念專輯 跨世紀錄香港同心齊共創 |
| 1999年、2000年、2004年                         | 護苗基金星輝夜                                      |
| 2000年                                         | 公益開心百萬SHOW                                    |
| 2000年                                         | 肥肥闔府統請賓FUN SHOW演唱會                        |
| 2000年－2001年                                 | 為食大贏家                                          |
| 2001年                                         | 公益開心大富翁                                      |
| 2002年                                         | 登堂入室歎世界                                      |
| 2002年                                         | 掌聲的背後                                          |
| 2003年                                         | 智在必得（第二輯）                                  |
| 2005年                                         | 香港迪士尼樂園開幕慶祝晚會                          |
| 2005年                                         | 歡迎神舟六號航天代表團訪港大匯演                    |
| 2006年                                         | 15/16星级加强版第19至24集                           |
| 2006年                                         | 星光熠熠耀保良                                      |
| 2006年－2007年                                 | 友緣相聚（沈殿霞亦生前是最後參與節目主持）          |

#### 節目主持（亞洲電視）
| 年代   | 節目                                        |
| 1990年 | 1990亞洲小姐競選 此乃第一個在亞視亮相的節目 |
| 1990年 | 肥肥繽紛30年                                |
| 1991年 | 1991亞洲小姐競選                            |
| 1991年 | 活力凝聚賀台慶                              |
| 1991年 | 肥趣電視台                                  |
| 1991年 | 眾志成城為公益                              |
| 1992年 | 1992亞洲小姐競選                            |
| 1992年 | 台慶同心創高峰                              |
| 1992年 | 一家大細顯神通                              |
| 1993年 | 第12屆香港電影金像獎                        |
| 1993年 | 1993亞洲小姐競選                            |
| 1993年 | 今夜真情賀台慶                              |
| 1993年 | 乜都話你知                                  |
| 1994年 | 第13屆香港電影金像獎                        |
| 1994年 | 六百萬人的台慶                              |

## 廣告
- 金蘭生抽
- 日立冷氣（與董驃及曾志偉合作）
- 金象米
- OSIM
- 百士高糖
- EPS
- 護苗基金
- 公益慈善咭
- 惠康超級市場
- 安嬰寶、美贊臣兒童適體健（與鄭欣宜合作）
- 食物衛生 吃得放心（政府宣傳片）[43]
- 香港旅遊協會 香港好客之道（政府宣傳片）
- 捐血救人（政府宣傳片）
- 麗麗真髮中心
- Sinomax
- 橘紅痰咳液

## 音樂作品

### 音樂專輯

#### 個人唱片
| 年代      | 發行            | 唱片                       |
| 1970年    | 娛樂唱片 CS6005 | 《愛情本來是遊戲》（國語） |
| 1991年6月 | 寶麗金 8493411  | 《給親愛的》               |
| 1991年    | 寶麗金 Promo    | 《I Love You》 45rpm       |
| 1991年    | 寶麗金 Promo    | 《一於繼續笑》 45rpm       |
| 1991年    | 寶麗金 Promo    | 《媽媽好》 45rpm           |

#### 雜錦大碟
| 年代   | 發行                | 大碟                                 |
| 1968年 | 百代 EPH3042        | 《大家歡樂在今宵》                   |
| 1968年 | 百代 EPH3041        | 《大家歡樂在今宵》                   |
| 1969年 | 風行 FHLP513        | 《餐搵餐食餐餐有》                   |
| 1969年 | 僑藝 CA1203         | 《差利捉貓記》                       |
| 1970年 | 麗風 NWLP2020       | 《祝你順風電影原聲帶》               |
| 1970年 | 新風 NWLP2017       | 《滿肚密圈》                         |
| 1971年 | 麗風 NWLP2025       | 《圓床美夢、橫衝直撞七色狼》         |
| 1973年 | 麗風／星光 TSLP3331 | 《啼笑夫妻、花旦英教徒弟電影原聲帶》 |

## 獎項

### 華僑晚報十大明星選舉
| 年份     | 獲提名 | 獎項         | 結果 |
| -------- | ------ | ------------ | ---- |
| 1968年度 |        | 電視明星     | 獲獎 |
| 1969年度 |        | 電視明星     | 獲獎 |
| 1970年度 |        | 電視明星     | 獲獎 |
| 1972年度 |        | 十大電視明星 | 獲獎 |
| 1973年度 |        | 十大電視明星 | 獲獎 |

### 1991年度壹電視大獎
| 年份   | 獲提名 | 獎項               | 結果 |
| ------ | ------ | ------------------ | ---- |
| 1991年 |        | 十大電視藝人第七位 | 獲獎 |

### 1992年度壹電視大獎
| 年份   | 獲提名 | 獎項               | 結果 |
| ------ | ------ | ------------------ | ---- |
| 1992年 |        | 十大電視藝人第三位 | 獲獎 |

### 香港電影金像獎
| 年份   | 獲提名 | 獎項       | 結果 |
| ------ | ------ | ---------- | ---- |
| 2008年 |        | 專業精神獎 | 獲獎 |

### 萬千星輝頒獎典禮
| 年份   | 獲提名 | 獎項             | 結果 |
| ------ | ------ | ---------------- | ---- |
| 2007年 |        | 萬千光輝演藝大獎 | 獲獎 |

## 腳注
1. 1 2 3 4  無綫電視官方在《六點半新聞報導》及《東張西望》節目中，顯示其生年為1945年，即終年62歲。坊間報導多以1947年計算，即60歲。根據《明報》報導，其身份證上的生年確為1945年，但她經常對人說其生肖屬豬（即1947年），加上從前有不少非香港出生或無領取出生證明書的人在申領香港身份證時虛報年齡或錯報出生年份，事後亦未更正，因此其真實出生年有可能是1947年。
2. ↑  1945年7月21日是農曆六月十三，但2008年的農曆六月十三是在7月15日，而6月1日則是農曆四月廿八。

## 外部連結
- 無綫電視——懷念沈殿霞 （页面存档备份，存于）
- 沈殿霞逝世專輯
- 沈殿霞在互联网电影资料库（IMDb）上的資料（英文）
- 沈殿霞在香港影庫上的簡介
- 沈殿霞在时光网上的簡介（简体中文）
- 沈殿霞在豆瓣上的资料（简体中文）